# Gare d’Arras
Gare d’Arras vasútállomás Franciaországban, Arras településen.

## Vasútvonalak
Az állomást az alábbi vasútvonalak érintik:
- Párizs-Lille-vasútvonal
- Arras-Saint-Pol-sur-Ternoise-vasútvonal

## Kapcsolódó állomások
A vasútállomáshoz az alábbi állomások vannak a legközelebb:
- Gare de Rœux
- Gare de Lens
- Gare de Marœuil
- Gare de Bailleul-Sir-Berthoult
- Gare de Boisleux
- Gare de Douai
- Gare d’Albert
- Gare de Longueau